# Morten Sundli
Morten Sundli (Lillehammer, 31 marzo 1990) è un ex calciatore norvegese, di ruolo difensore.

## Carriera

### Club
Sundli ha iniziato la sua carriera professionistica nell'Odd Grenland. Ha debuttato ufficialmente in prima squadra in data 13 maggio 2009: è stato infatti titolare nel primo turno dell'edizione stagionale del Norgesmesterskapet, conclusosi con un successo per 0-4 in casa del Vestfossen (è stata proprio sua una delle reti).
Il 9 maggio 2010 ha esordito nell'Eliteserien: è subentrato infatti a Simen Brenne per difendere il successo per 2-3 sull'Aalesund. Nella stessa stagione, ha giocato altre 7 partite nella massima divisione norvegese.
A febbraio 2011, è passato al Mjøndalen, in 1. divisjon.
Il 17 agosto 2016 è stato ufficialmente ingaggiato dal Sarpsborg 08, a cui si è legato per il successivo anno e mezzo: ha scelto di vestire la maglia numero 11.
Il 14 luglio 2017 è stato annunciato il suo trasferimento all'Öster, in Superettan. L'11 ottobre ha rescisso il contratto che lo legava al club.
Il 4 gennaio 2018 ha firmato un contratto triennale con l'Ullensaker/Kisa.

## Statistiche

### Presenze e reti nei club
Statistiche aggiornate al 26 dicembre 2020.
| Stagione               | Club                   | Campionato             | Campionato | Campionato | Coppe nazionali | Coppe nazionali | Coppe nazionali | Coppe continentali | Coppe continentali | Coppe continentali | Supercoppe | Supercoppe | Supercoppe | Totale | Totale |
| Stagione               | Club                   | Comp                   | Pres       | Reti       | Comp            | Pres            | Reti            | Comp               | Pres               | Reti               | Comp       | Pres       | Reti       | Pres   | Reti   |
| ---------------------- | ---------------------- | ---------------------- | ---------- | ---------- | --------------- | --------------- | --------------- | ------------------ | ------------------ | ------------------ | ---------- | ---------- | ---------- | ------ | ------ |
| 2007                   | Lillehammer            | 2D                     | ?          | ?          | CN              | ?               | ?               | -                  | -                  | -                  | -          | -          | -          | ?      | ?      |
| 2008                   | Lillehammer            | 3D                     | ?          | ?          | CN              | ?               | ?               | -                  | -                  | -                  | -          | -          | -          | ?      | ?      |
| Totale Lillehammer     | Totale Lillehammer     | Totale Lillehammer     | ?          | ?          |                 | ?               | ?               |                    | -                  | -                  |            | -          | -          | ?      | ?      |
| 2009                   | Odd Grenland           | ES                     | 0          | 0          | CN              | 1               | 1               | -                  | -                  | -                  | -          | -          | -          | 1      | 1      |
| 2010                   | Odd Grenland           | ES                     | 8          | 0          | CN              | 1               | 1               | -                  | -                  | -                  | -          | -          | -          | 9      | 1      |
| Totale Odd Grenland    | Totale Odd Grenland    | Totale Odd Grenland    | 8          | 0          |                 | 2               | 2               |                    | -                  | -                  |            | -          | -          | 10     | 2      |
| 2011                   | Mjøndalen              | 1D                     | 30         | 0          | CN              | 3               | 0               | -                  | -                  | -                  | -          | -          | -          | 33     | 0      |
| 2012                   | Mjøndalen              | 1D                     | 29+1       | 1+0        | CN              | 2               | 0               | -                  | -                  | -                  | -          | -          | -          | 32     | 1      |
| 2013                   | Mjøndalen              | 1D                     | 28+2       | 1+0        | CN              | 5               | 0               | -                  | -                  | -                  | -          | -          | -          | 35     | 1      |
| 2014                   | Mjøndalen              | 1D                     | 29+4       | 5+0        | CN              | 3               | 0               | -                  | -                  | -                  | -          | -          | -          | 36     | 5      |
| 2015                   | Mjøndalen              | ES                     | 23         | 4          | CN              | 2               | 0               | -                  | -                  | -                  | -          | -          | -          | 25     | 4      |
| gen.-ago. 2016         | Mjøndalen              | 1D                     | 19         | 0          | CN              | 2               | 0               | -                  | -                  | -                  | -          | -          | -          | 21     | 0      |
| Totale Mjøndalen       | Totale Mjøndalen       | Totale Mjøndalen       | 158+7      | 11+0       |                 | 17              | 0               |                    | -                  | -                  |            | -          | -          | 182    | 11     |
| ago.-dic. 2016         | Sarpsborg 08           | ES                     | 5          | 1          | CN              | 1               | 0               | -                  | -                  | -                  | -          | -          | -          | 6      | 1      |
| gen.-lug. 2017         | Sarpsborg 08           | ES                     | 0          | 0          | CN              | 0               | 0               | -                  | -                  | -                  | -          | -          | -          | 0      | 0      |
| Totale Sarpsborg 08    | Totale Sarpsborg 08    | Totale Sarpsborg 08    | 5          | 1          |                 | 1               | 0               |                    | -                  | -                  |            | -          | -          | 6      | 1      |
| lug.-ott. 2017         | Öster                  | S                      | 6          | 0          | CS              | 1               | 0               | -                  | -                  | -                  | -          | -          | -          | 7      | 0      |
| 2018                   | Ullensaker/Kisa        | 1D                     | 30+1       | 1+0        | CN              | 2               | 0               | -                  | -                  | -                  | -          | -          | -          | 33     | 1      |
| 2019                   | Ullensaker/Kisa        | 1D                     | 23         | 1          | CN              | 2               | 0               | -                  | -                  | -                  | -          | -          | -          | 25     | 1      |
| 2020                   | Ullensaker/Kisa        | 1D                     | 28         | 4          | -               | -               | -               | -                  | -                  | -                  | -          | -          | -          | 28     | 4      |
| Totale Ullensaker/Kisa | Totale Ullensaker/Kisa | Totale Ullensaker/Kisa | 81+1       | 6+0        |                 | 4               | 0               |                    | -                  | -                  |            | -          | -          | 86     | 6      |
| Totale                 | Totale                 | Totale                 | 258+8+     | 18+0+      |                 | 25+             | 2+              |                    | -                  | -                  |            | -          | -          | 292+   | 20+    |